# LE-125
La LE-125 es una carretera autonómica perteneciente a la Red Complementaria Preferente de carreteras de la Junta de Castilla y León.
El inicio de esta carretera está en la localidad de La Bañeza, en el cruce de la carretera con la N-6 y con la CL-622, y el final en el límite provincial de Zamora. La longitud de esta carretera es aproximadamente de 35,4 km y transcurre por las comarcas leonesas de Tierra de La Bañeza y de La Cabrera.

## Características
La LE-125 consta de una sola calzada, con un carril para cada sentido de circulación y tiene un ancho de plataforma de 7 metros. Su limitación de velocidad es de 90 km/h y además está presente la peligrosidad de los animales sueltos, debido a que las carretera atraviesa a lo largo de todo su recorrido monte o bosques.

## Nomenclatura[4]
Hasta 2002, la LE-125 estaba integrada en la carretera comarcal   C-622 , la cual se fragmentó en varios tramos tras la transferencia de competencias a las autonomías: 
- CL-622 , que se corresponde con el tramo de León a La Bañeza.
- LE-125 , que se corresponde con el tramo de La Bañeza a L.P. de Zamora.
- ZA-125 , que se corresponde con el tramo de L.P. de León a Palacios de Sanabria.
- ZA-925 , que se corresponde con el tramo de Puebla de Sanabria al límite fronterizo con Portugal.

## Localidades de paso
- Herreros de Jamuz[5]
- Nogarejas[6]
- Castrocontrigo[7]

## Tramos

### Situación actual
| Tramo                      | PK Inicio | PK Final | Longitud | Sección actual |
| -------------------------- | --------- | -------- | -------- | -------------- |
| La Bañeza ( N-6 ) - LE-133 | 0,000     | 21,400   | 21,400   | 7/10           |
| LE-133 - L.P. de Zamora    | 21,400    | 35,400   | 14,000   | 7/10           |

### Actuaciones previstas en el Plan Regional Sectorial de Carreteras 2008-2020 de la Junta de Castilla y León[1]
| Tramo                                      | PK Inicio | PK Final | Longitud | Actuación             | Sección tipo | Valoración Mill. € | Sección actual | Estado de la Actuación |
| ------------------------------------------ | --------- | -------- | -------- | --------------------- | ------------ | ------------------ | -------------- | ---------------------- |
| La Bañeza ( N-6 ) - Castrocontrigo         | 0,000     | 30,000   | 30,000   | Acondicionamiento     | 7/10         | 10,80              | 7/10           | En estudio informativo |
| Castrocontrigo - L.P. de Zamora ( ZA-125 ) | 30,000    | 35,400   | 5,400    | Acondicionamiento     | 7/10         | 2,59               | 7/10           | En estudio informativo |
| Variante de Herreros de Jamuz              | 8,100     | 10,600   | 2,500    | Variante de población | 7/10         | 5,00               | -              | En estudio informativo |
| Variante de Nogarejas                      | 24,300    | 26,800   | 2,500    | Variante de población | 7/10         | 5,00               | -              | En estudio informativo |
| Variante de Castrocontrigo                 | 28,500    | 31,000   | 3,000    | Variante de población | 7/10         | 6,00               | -              | En estudio informativo |

## Trazado
La carretera comienza en la localidad leonesa de La Bañeza, en el cruce de la N-6 que enlaza con esta carretera y con la CL-622, y continúa hacia el suroeste. Al salir de la localidad, la carretera cruza la Autovía del Norte (A-6). A partir de aquí la carretera se dirige a Herreros de Jamuz. Después la carretera atraviesa tramos de animales sueltos en zonas de pinares y monte frondoso. Tras superar el cruce con la LE-133, la carretera se vuelve recta y pasa por las localidades de Nogarejas, donde se enlaza con la LE-111, y de Castrocontrigo, donde enlaza con la LE-126. En el tramo final, la carretera se introduce en las montañas y se vuelve sinuosa. La carretera finaliza en el límite provincial con Zamora, donde continúa con la denominación de ZA-125.

## Cruces
| La Bañeza ( N-6 ) - L.P. de Zamora ( ZA-125 ) | La Bañeza ( N-6 ) - L.P. de Zamora ( ZA-125 ) | La Bañeza ( N-6 ) - L.P. de Zamora ( ZA-125 ) | La Bañeza ( N-6 ) - L.P. de Zamora ( ZA-125 ) | La Bañeza ( N-6 ) - L.P. de Zamora ( ZA-125 )                                                            | La Bañeza ( N-6 ) - L.P. de Zamora ( ZA-125 )                                                                      | La Bañeza ( N-6 ) - L.P. de Zamora ( ZA-125 ) | La Bañeza ( N-6 ) - L.P. de Zamora ( ZA-125 ) | La Bañeza ( N-6 ) - L.P. de Zamora ( ZA-125 ) |
| Esquema                                       | PK                                            | Sentido L.P. de León (creciente)              | Sentido L.P. de León (creciente)              | Sentido L.P. de León (creciente)                                                                         | Sentido Palacios de Sanabria (decreciente)                                                                         | Sentido Palacios de Sanabria (decreciente)    | Sentido Palacios de Sanabria (decreciente)    | Notas                                         |
| Esquema                                       | PK                                            | Velocidad                                     | Elemento                                      | Salida                                                                                                   | Salida | Elemento                                      | Velocidad                                     | Notas                                         |
| --------------------------------------------- | --------------------------------------------- | --------------------------------------------- | --------------------------------------------- | --- | --- | --------------------------------------------- | --------------------------------------------- | --------------------------------------------- |
|                                               | 0,000                                         |                                               |                                               | LE-125 Nogarejas - Puebla de Sanabria LE-110 Camarzana de Tera A-6                                       | CL-622 Santa María del Páramo - León N-6 Astorga - La Coruña Benavente - Madrid                                    |                                               |                                               |                                               |
|                                               | 0,050 a 1,000                                 |                                               |                                               | TRAVESÍA URBANA                                                                                          | TRAVESÍA URBANA |                                               |                                               |                                               |
|                                               | 1,070                                         |                                               |                                               | FFCC Plasencia-Astorga                                                                                   | FFCC Plasencia-Astorga                                                                                             |                                               |                                               | VÍA ABANDONADA                                |
|                                               | 1,090                                         |                                               |                                               | LE-114 Santa Elena de Jamuz Alija del Infantado                                                          | LE-114 Santa Elena de Jamuz Alija del Infantado                                                                    |                                               |                                               |                                               |
|                                               | 1,800                                         |                                               |                                               | LA BAÑEZA                                                                                                | LA BAÑEZA |                                               |                                               |                                               |
|                                               | 1,850                                         |                                               |                                               | | |                                               |                                               |                                               |
|                                               | 2,400                                         |                                               |                                               | | |                                               |                                               |                                               |
|                                               | 2,550                                         |                                               |                                               | A-6 Astorga - Lugo - La Coruña                                                                           | A-6 Astorga - Lugo - La Coruña                                                                                     |                                               |                                               |                                               |
|                                               | 2,700                                         |                                               |                                               | LE-125 Nogarejas - Puebla de Sanabria LE-110 Jimenez de Jamuz - Camarzana de Tera A-6 Benavente - Madrid | LE-125 La Bañeza A-6 Astorga - Lugo - La Coruña LE-110 Jimenez de Jamuz - Camarzana de Tera A-6 Benavente - Madrid |                                               |                                               |                                               |
|                                               | 8,000                                         |                                               |                                               | COMIENZO TRAMO CURVAS PELIGROSAS                                                                         | FIN TRAMO CURVAS PELIGROSAS                                                                                        |                                               |                                               |                                               |
|                                               | 8,800                                         |                                               |                                               | FIN TRAMO CURVAS PELIGROSAS                                                                              | COMIENZO TRAMO CURVAS PELIGROSAS                                                                                   |                                               |                                               |                                               |
|                                               | 9,200                                         |                                               |                                               | LE-7411 Tabuyuelo                                                                                        | LE-7411 Tabuyuelo                                                                                                  |                                               |                                               |                                               |
|                                               | 9,550                                         |                                               |                                               | HERREROS DE JAMUZ                                                                                        | HERREROS DE JAMUZ                                                                                                  |                                               |                                               |                                               |
|                                               | 9,700                                         |                                               |                                               | LE-7412 Palacios de Jamuz - Quintana y Congosto                                                          | LE-7412 Palacios de Jamuz - Quintana y Congosto                                                                    |                                               |                                               |                                               |
|                                               | 10,200                                        |                                               |                                               | HERREROS DE JAMUZ                                                                                        | HERREROS DE JAMUZ                                                                                                  |                                               |                                               |                                               |
|                                               | 15,250                                        |                                               |                                               | COMIENZO TRAMO ANIMALES SUELTOS                                                                          | FIN TRAMO ANIMALES SUELTOS                                                                                         |                                               |                                               |                                               |
|                                               | 18,700                                        |                                               |                                               | LE-7405 Pobladura de Yuso                                                                                | LE-7405 Pobladura de Yuso                                                                                          |                                               |                                               |                                               |
|                                               | 19,100                                        |                                               |                                               | FIN TRAMO ANIMALES SUELTOS                                                                               | COMIENZO TRAMO ANIMALES SUELTOS                                                                                    |                                               |                                               |                                               |
|                                               | 19,150                                        |                                               |                                               | COMIENZO TRAMO CURVAS PELIGROSAS                                                                         | FIN TRAMO CURVAS PELIGROSAS                                                                                        |                                               |                                               |                                               |
|                                               | 21,300                                        |                                               |                                               | LE-133 Destriana - Astorga                                                                               | LE-133 Destriana - Astorga                                                                                         |                                               |                                               |                                               |
|                                               | 22,100                                        |                                               |                                               | COMIENZO TRAMO ANIMALES SUELTOS                                                                          | FIN TRAMO ANIMALES SUELTOS                                                                                         |                                               |                                               |                                               |
|                                               | 22,200                                        |                                               |                                               | LE-7414 Pinilla de la Valdería - Castrocalbón                                                            | LE-7414 Pinilla de la Valdería - Castrocalbón                                                                      |                                               |                                               |                                               |
|                                               | 22,400                                        |                                               |                                               | FIN TRAMO CURVAS PELIGROSAS                                                                              | COMIENZO TRAMO CURVAS PELIGROSAS                                                                                   |                                               |                                               |                                               |
|                                               | 22,800                                        |                                               |                                               | | |                                               |                                               |                                               |
|                                               | 24,950                                        |                                               |                                               | FIN TRAMO ANIMALES SUELTOS                                                                               | COMIENZO TRAMO ANIMALES SUELTOS                                                                                    |                                               |                                               |                                               |
|                                               | 25,050                                        |                                               |                                               | NOGAREJAS                                                                                                | NOGAREJAS |                                               |                                               |                                               |
|                                               | 25,200                                        |                                               |                                               | LE-111 Rionegro del Puente                                                                               | LE-111 Rionegro del Puente                                                                                         |                                               |                                               |                                               |
|                                               | 25,900                                        |                                               |                                               | NOGAREJAS                                                                                                | NOGAREJAS |                                               |                                               |                                               |
|                                               | 26,000                                        |                                               |                                               | COMIENZO TRAMO ANIMALES SUELTOS                                                                          | FIN TRAMO ANIMALES SUELTOS                                                                                         |                                               |                                               |                                               |
|                                               | 28,500                                        |                                               |                                               | FIN TRAMO ANIMALES SUELTOS                                                                               | COMIENZO TRAMO ANIMALES SUELTOS                                                                                    |                                               |                                               |                                               |
|                                               | 29,300                                        |                                               |                                               | CASTROCONTRIGO                                                                                           | CASTROCONTRIGO |                                               |                                               |                                               |
|                                               | 29,700                                        |                                               |                                               | Río Eria                                                                                                 | Río Eria |                                               |                                               |                                               |
|                                               | 30,600                                        |                                               |                                               | LE-126 Truchas                                                                                           | LE-126 Truchas |                                               |                                               |                                               |
|                                               | 30,750                                        |                                               |                                               | CASTROCONTRIGO                                                                                           | CASTROCONTRIGO |                                               |                                               |                                               |
|                                               | 30,800                                        |                                               | ↑5 km↑                                        | COMIENZO CARRETERA DE MONTAÑA PRECAUCIÓN EN LOS ADELANTAMIENTOS                                          | FIN CARRETERA DE MONTAÑA                                                                                           |                                               |                                               |                                               |
|                                               | 35,300                                        |                                               |                                               | FIN CARRETERA DE MONTAÑA                                                                                 | COMIENZO CARRETERA DE MONTAÑA PRECAUCIÓN EN LOS ADELANTAMIENTOS                                                    | ↑5 km↑                                        |                                               |                                               |
|                                               | 35,350                                        |                                               |                                               | Provincia de Zamora                                                                                      | Provincia de León                                                                                                  |                                               |                                               |                                               |
|                                               | 35,400                                        |                                               |                                               | Fin de la LE-125 Continúa por: ZA-125 Palacios de Sanabria - Puebla de Sanabria                          | Comienzo de la LE-125                                                                                              |                                               |                                               |                                               |